# Comuna Ușkalka, Verhnii Rohaciîk
Ușkalka (în ucraineană Ушкалка) este o comună în raionul Verhnii Rohaciîk, regiunea Herson, Ucraina, formată din satele Babîne, Nîjnii Rohaciîk și Ușkalka (reședința).

## Demografie
Componența lingvistică a comunei Ușkalka
     Ucraineană (92,43%)
     Rusă (7,38%)
     Alte limbi (0,13%)
Conform recensământului din 2001, majoritatea populației comunei Ușkalka era vorbitoare de ucraineană (92,43%), existând în minoritate și vorbitori de rusă (7,38%).